# Лаїт Ешлі
Лаїт Ешлі (англ. Laith Ashley; ім'я при народженні Ешлі Де Ла Крус (англ. Ashley De La Cruz)) — американский актор, співак та трансгендерна модель. Знімався для Barneys (фотограф Білл Вебер), Calvin Klein, для британських видань GQ та французького Vogue, Elle. Зіграв роль Себастьяна у телесеріалі Поза, та саму себе в теле документальному фільмі I Am Cait та Струт, член Піт-Екіпажу Ru Paul's Drag Race.

## Раннє життя
Лаїт вирос в домініканській сім'ї в Гарлемі, Нью-Йорк. Займався спортом, Він займався індивідуальними та командними видами спорту і до 9 років вже захоплювався боксом, бейсболом та особливо баскетболом своїм улюбленим видом спорту. Він продовжував займатися спортом у старшій школі, зокрема іноді брав участь у змаганнях у команді хлопчиків. Спортивний директор школи назвав його найкращим спортсменом як хлопчиків, так і дівчаток. сім'я Лаїта, є дуже релігійною, яка сприйняла деякі погляди сина, спочатку як лесбійку, потім як трансгендера, усвідомлення якого прийшло до нього у 19 років після перегляду відео про транс-людей на YouTube. Офіційно став транссексуалом в 2013 році.

## Кар'єра
Лаїт навчався в бізнес-школі, вивчаючи також психологію в Університеті Ферфілда в штаті Коннектикут. Згодом він працювал у ЛГБТ-центрі охорони здоров'я Каллен-Лорде, де спілкувалася з ЛГБТ-бездомною молоддю як соціальний працівник.
У червні 2018 року Лаїт випустил свій перший сингл «Can't Wait» та заспівал його на прайді в Лос-Анжелесі. До написання треку були задіяні такі співаки як: Icona Pop, Keke Wyatt, Ів, Сісі Пеністон, Кім Петрас, Джессі Сент-Джон, Allie X, Джо Браво, Karisma та Saturn Rising.
У вересні 2018 року Лаїт знял музичне відео на свою пісню «Before You Go».

## Особисте життя
Ешлі ідентифікує себе як квір. Він зустрічався з транс-жінкою актрисою та моделлю Аріскою Ванзер, з якою познайомився на знімальному майданчику під час зйомок телесеріалу Струт. Його ім'я Лаїт від арабського — лев, або молодий лев.

## Філантропія
Ешлі співпрацює з FLUX, підрозділом Фонду охорони здоров'я проти СНІДу, який присвячений підвищенню рівня обізнаності та підтримці людей, які перебувають у транс переході та не відповідають своїй статі.

## Фільмографія
| Рік            | Серіал                                   | Епізод                                                               |
| -------------- | ---------------------------------------- | -------------------------------------------------------------------- |
| 5 січня 2019   | Інтерв'ю британському виданнюGQ          | «Лаїт Ешлі роповідає про трансперехід та життя моделі»               |
| 1 червня, 2019 | LOGO                                     | «Laith Ashley — The Heartthrob»                                      |
| 2018           | Меланж                                   | «Pilot»                                                              |
| Jan. 29, 2018  | Hollywood Unlocked                       | «Лаїт Ешлі розповідає про свій перехід від жінки до чоловіка»        |
| 2018           | Поза                                     | «Love Is the Message»                                                |
| 2018           | Visible: The LGBTQ Caribbean Diaspora    |                                                                      |
| 2018           | Barney's #WhatPrideMeansToMe video short |                                                                      |
| 2018           | Ru Paul's Drag Race                      | «Breastworld»                                                        |
| Oct. 2, 2017   | LatiNation                               | "Laith Ashley — Transgender Model & Singer Inspiring and Educating " |
| 2017           | Headspace (short)                        |                                                                      |
| 2017           | Susanna Giménez                          | Episode 16.4                                                         |
| 2016           | Я - Кейт                                 | «Partner Up»                                                         |

## Дискографія
- «Before You Go,» сингл, 2017[16]
- «Can't Wait,» сингл, 2017
- «Like Me,» сингл 2019[17]

## Інше

### Підкасти
| Дата           | Випуск  | Епізод                                                      |
| -------------- | ------- | ----------------------------------------------------------- |
| 1 серпня, 2017 | LGBTQ&A | «Laith Ashley: Everything is a Spectrum, Nothing is Binary» |